# توت قرمز
توت قرمز (نام علمی: Morus rubra) نام یک گونه از سرده توت است.